# Pioglitazone

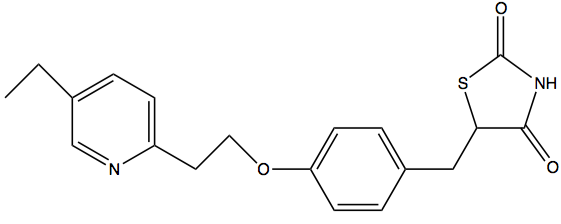
Cấu trúc hóa học của Pioglitazone.

Pioglitazone, được bán dưới tên Actos và các nhãn khác, là một loại thuốc dùng để điều trị bệnh tiểu đường loại 2. Nó có thể được sử dụng với metformin, sulfonylurea hoặc insulin. Sử dụng thuốc này được khuyến khích cùng với tập thể dục và chế độ ăn uống. Nó không được khuyến cáo trong bệnh tiểu đường loại 1. Nó được uống bằng miệng.
Các tác dụng phụ thường gặp bao gồm đau đầu, đau cơ, viêm họng và sưng. Tác dụng phụ nghiêm trọng có thể bao gồm ung thư bàng quang, lượng đường trong máu thấp, suy tim và loãng xương. Sử dụng không được khuyến cáo trong thai kỳ hoặc cho con bú. Nó thuộc nhóm thiazolidinedione (TZD) và hoạt động bằng cách cải thiện độ nhạy cảm của các mô với insulin.
Pioglitazone được cấp bằng sáng chế vào năm 1985 và được đưa vào sử dụng y tế vào năm 1999. Nó có sẵn như là một loại thuốc gốc. Một tháng cung cấp tại Vương quốc Anh chi phí NHS ít hơn £ 1 vào năm 2019. Tại Hoa Kỳ, chi phí bán buôn của số thuốc này là khoảng 3,20 USD. Năm 2016, đây là loại thuốc được kê đơn nhiều thứ 116 tại Hoa Kỳ với hơn 6 triệu đơn thuốc. Nó đã được rút khỏi thị trường ở Pháp và Đức vào năm 2011.

## Sử dụng trong y tế
Pioglitazone được sử dụng để làm giảm mức đường huyết trong bệnh đái tháo đường týp 2 (T2DM) đơn độc hoặc kết hợp với sulfonylurea, metformin hoặc insulin. Trong khi pioglitazone làm giảm lượng đường trong máu, nghiên cứu chính nhìn vào thuốc cho thấy không có sự khác biệt trong kết quả tim mạch chính được xem xét. Kết cục thứ phát của tử vong do mọi nguyên nhân, nhồi máu cơ tim và đột quỵ thấp hơn.